# Howick Falls
Howick Falls (zul. KwaNogqaza) – wodospad o wysokości 95 metrów, na rzece Mngeni, leży w pobliżu południowoafrykańskiego miasta Howick, w prowincji KwaZulu-Natal.
Wodospad został odkryty przez Europejczyków na początku XIX wieku.